# Jeanie Gould
Jeanie Thomas Gould Lincoln (w Polsce zapisywana jako Joan Gould, a wcześniej Joanna Gould) – urodzona w 1846 roku, zmarła 8 sierpnia 1921. Amerykańska autorka literatury popularnej, adresowanej głównie do kobiet i młodych dziewcząt. W jej książkach barwnie jest nakreślone tło historyczne.

## Wybrane utwory
- A Chaplet Of Leaves (1869)
- Marjorie's Quest (Gwiazda przewodnia, 1872)
- An Unwilling Maid (1897)
- A Genuine Girl (1898)
- A Pretty Tory (1899)
- A Javelin of Fate
- Her Washington season